# Sergei Alexejewitsch Christianowitsch
Sergei Alexejewitsch Christianowitsch (russisch Сергей Алексеевич Христианович; * 27. Oktoberjul. / 9. November 1908greg. in St. Petersburg; † 28. April 2000 in Moskau) war ein sowjetischer Mathematiker, Physiker und Hochschullehrer.

## Leben
Christianowitsch entstammte einer adligen Gutsbesitzerfamilie. Nach der Oktoberrevolution schlossen sich seine Eltern im Russischen Bürgerkrieg der sich durch Orjol zurückziehenden weißen Denikin-Armee an. In Rostow erkrankten sie an Typhus und starben. Der obdachlose Sergei Christianowitsch handelte mit Zigaretten, sprach französisch und fiel dadurch dem Professor D. I. Ilowaiski auf, der sich des Jungen annahm, mit ihm nach Petrograd fuhr und ihm bei der Suche nach Verwandten half. Ab 1923 lebte Christianowitsch bei seiner Tante M. N. Bek. Er besuchte die Mittelschule mit Abschluss 1925 und begann das Studium in der anthropologischen Abteilung der geographischen Fakultät der Universität Leningrad (LGU). Bald wechselte er jedoch in die physikalisch-mathematische Fakultät und schloss 1930 das Studium in der mathematischen Abteilung ab. Darauf arbeitete er im Leningrader Institut für Hydrologie.
1935 ging Christianowitsch nach Moskau und wurde Doktorand – wie auch Mstislaw Wsewolodowitsch Keldysch und Felix Ruwimowitsch Gantmacher – in der gerade eingerichteten Doktorantur des Steklow-Instituts für Mathematik (MIAN) der Akademie der Wissenschaften der UdSSR (AN-SSSR) bei Sergei Lwowitsch Sobolew. 1937 verteidigte er die Dissertation über das Cauchy-Problem für nichtlineare Gleichungen des hyperbolischen Typs im MIAN und die Dissertation über instationäre Strömungsverhältnisse im Krschischanowski-Institut für Energie (EIAN) der AN-SSSR. 1938 wurde er Seniorwissenschaftler des MIAN. 1939 wurde er Korrespondierendes Mitglied der AN-SSSR.
1939 wechselte Christianowitsch an das gerade in Moskau gegründete Institut für Mechanik der AN-SSSR mit dem Direktor Boris Grigorjewitsch Galjorkin, dessen Stellvertreter Christianowitsch war. 1940 wechselte er in das Moskauer Zentrale Aerohydrodynamische Institut (ZAGI), für das er bereits seit 1937 Berater war. Er beteiligte sich am Tschaplygin-Seminar und leitete das Laboratorium für Hochgeschwindigkeitsaerodynamik. 1942 wurde er Wissenschaftlicher Leiter für Aerodynamik des ZAGI. Zu seiner Gruppe gehörten Anatoli Alexejewitsch Dorodnizyn, Michail Dmitrijewitsch Millionschtschikow, Georgi Petrowitsch Swischtschow, Wladimir Wassiljewitsch Struminski, G. I. Taganow, Wladimir Wassiljewitsch Sytschow und andere. Untersucht wurden Probleme der Aerodynamik nahe der Schallgeschwindigkeit. 1945 wurden erste Untersuchungen mit gepfeilten Tragflügeln begonnen. Erstmals wurde 1946 der stetige Übergang zur Überschallgeschwindigkeit im Windkanal realisiert. Mit Wladimir Grigorjewitsch Galperin und anderen analysierte er die beobachteten Gesetzmäßigkeiten. Während des Deutsch-Sowjetischen Krieges führten Christianowitsch, Felix Ruwimowitsch Gantmacher, Lew Michailowitsch Lewin und Issaak Issajewitsch Slesinger wichtige Arbeiten zur Verbesserung der Treffsicherheit der Katjuschas durch. 1943 wurde er als Wirkliches Mitglied in die AN-SSSR gewählt. 1949 wurde er Mitglied der KPdSU.
Neben seiner Forschungstätigkeit war Christianowitsch 1938–1944 und 1972–1973 Professor an der Universität Moskau. 1944–1946 leitete er einen Lehrstuhl des Moskauer Luftfahrtinstituts. 1938 forderten Christianowitsch, Michail Alexejewitsch Lawrentjew, Nikolai Jewgrafowitsch Kotschin, Nikolos Muschelischwili, Alexander Ossipowitsch Gelfond, Sergei Lwowitsch Sobolew und andere in einem Artikel auf der ersten Seite der Prawda eine neuartige Ingenieursausbildung, bei der neben dem technischen Wissen ein mathematisches und physikalisches Grundlagenwissen vermittelt wird nach dem Vorbild der Pariser École polytechnique und der University of Cambridge, die Pjotr Leonidowitsch Kapiza persönlich kennengelernt hatte. Die Realisierung wurde zunächst durch den Krieg verhindert. Christianowitsch wirkte an der Organisation des neuen Moskauer Institut für Physik und Technologie (MFTI) der AN-SSSR mit, das auf Betreiben von Pjotr Leonidowitsch Kapiza, Nikolai Nikolajewitsch Semjonow und Lew Dawidowitsch Landau dann 1951 gegründet wurde.
1953–1956 war Christianowitsch Akademie-Sekretär der Abteilung für technische Wissenschaften der AN-SSSR. Gleichzeitig arbeitete er als Vertreter eines Abteilungsleiters im Institut für Chemische Physik der AN-SSSR und entwickelte mit seinen Studenten A. A. Grib, Oleg Sergejewitsch Ryschow und B. I. Saslawski eine asymptotische Kurzwellentheorie, die er mit Anatoli Timofejewitsch Onufrijew für Modellrechnungen einer Kernexplosion benutzte. Im Erdölinstitut erarbeitete er mit J. P. Scheltow eine Theorie für das hydraulische Aufbrechen einer Erdölschicht und bearbeitete mit Grigori Isaakowitsch Barenblatt Probleme der Bruchmechanik.
1953–1961 war Christianowitsch an Kernwaffentests in der Atmosphäre und unter Wasser beteiligt. Auch arbeitete er an Problemen der Verteidigung gegen Kernwaffen, wobei ihm klar war, dass eine Verteidigung nicht möglich war. Daraus resultierte die Idee einer sibirische Abteilung der AN-SSSR, um nicht die Wissenschaft allein in Moskau, Leningrad und Kiew zu konzentrieren. Michail Alexejewitsch Lawrentjew schlug dies direkt Nikita Sergejewitsch Chruschtschow vor und betonte, dass die Gründung eines sibirischen Wissenschaftszentrums ohne Christianowitsch und Sergei Lwowitsch Sobolew das Projekt gefährden würde. Christianowitsch wurde Erster Stellvertreter des Vorsitzenden Lawrentjew der Sibirischen Abteilung der AN-SSSR (SO-AN-SSSR) und überwachte den Aufbau des gesamten Wissenschaftszentrums. 1957 gründete er in Akademgorodok das Institut für Theoretische und Angewandte Mechanik (ITPM) der SO-AN-SSSR. Unter Christianowitschs Leitung wurde eine Turbokompressorstation und ein Überschall-Windkanal aufgebaut. Dabei wurde auf Umweltfreundlichkeit geachtet. Christianowitsch gründete 1959 mit anderen die Universität Nowosibirsk und leitete als Professor den Lehrstuhl für Aerodynamik.
Infolge eines Konflikts mit Lawrentjew kehrte Christianowitsch 1965 nach Moskau zurück. Er arbeitete als wissenschaftlicher Leiter des Allunions-Forschungsinstituts für physikalisch-technische und radiotechnische Messungen (1965–1972), als Laboratoriumsleiter des Instituts für Probleme der Mechanik der AN-SSSR (1972–1988) und als Berater dieses Instituts ab 1988. Er forschte weiter auf dem Gebiet der Plastizitätstheorie. 1995 wurde er Berater der Russischen Akademie der Wissenschaften. In seinen letzten Lebensjahren beschäftigte er sich mit Problemen der Erdölgewinnung.
Christianowitsch wurde auf dem Moskauer Friedhof Trojekurowo begraben. Das Institut für Theoretische und Angewandte Mechanik (ITPM) trägt nun seinen Namen. Für junge Wissenschaftler der Sibirischen Abteilung der Russischen Akademie der Wissenschaften wurde der Christianowitsch-Preis ausgeschrieben. Die Christianowitsch-Wissenschaftsschule für Gesteinsmechanik fand seit 1970 bis in die 1980er Jahre an der Universität Simferopol und gegenwärtig jährlich in Aluschta statt.

## Ehrungen, Preise
- Schukowski-Preis des ZAGI (1940)[2]
- Stalinpreis I. Klasse (1942)
- Leninorden (1943, 1944, 1953, 1959, 1967, 1969)
- Orden des Vaterländischen Krieges I. Klasse (10. Juni 1945, 16. September 1945)
- Medaille „Für heldenmütige Arbeit im Großen Vaterländischen Krieg 1941–1945“
- Stalinpreis II. Klasse (1946)
- Stalinpreis I. Klasse (1952)
- Orden des Roten Banners der Arbeit (1956, 1975)
- Held der sozialistischen Arbeit (1969)
- Jubiläumsmedaille „Zum Gedenken an den 100. Geburtstag von Wladimir Iljitsch Lenin“
- Orden der Oktoberrevolution (1978)